# إلياس ماجوري
إلياس ماجوري (بالإنجليزية: Elias Maguri) (29 أغسطس 1991 بتنزانيا - ) هو لاعب كرة قدم تنزاني في مركز الهجوم. شارك مع منتخب تنزانيا لكرة القدم.

## وصلات خارجية
- إلياس ماجوري على موقع قاعدة بيانات كرة القدم.إي يو (الإنجليزية)
- إلياس ماجوري على موقع ناشيونال فوتبول تيمز (الإنجليزية)
- إلياس ماجوري على موقع Soccerway.com (الإنجليزية)